# 加恩代
加恩代（Gandai），是印度恰蒂斯加尔邦Rajnandgaon县的一个城镇。总人口11862（2001年）。

## 人口
该地2001年总人口11862人，其中男性5882人，女性5980人；0—6岁人口1973人，其中男945人，女1028人；识字率57.89%，其中男性为69.06%，女性为46.91%。